# 倉敷市立茶屋町小学校
倉敷市立茶屋町小学校（くらししきしりつちゃやまちしょうがっこう）は岡山県倉敷市早沖445にある公立小学校。

## 概要
倉敷市にある公立小学校の一校である。2015年度時には1300人を超える児童がいたが、2021年度には1100人台まで落ち込む。しかし、今なお岡山県3位の児童数を誇る、マンモス校である。

## 沿革

### 略歴
1873年に資生小学校、精成小学校として設立され、1947年には茶屋町立茶屋町小学校となり、その後1972年の茶屋町の倉敷市への合併に伴い現校名となる。

### 年表
- 1873年 - 帯江新田に資生小学校を、早島新田に精成小学校を設置
- 1887年 - 資生小学校と精成小学校を廃止し、尋常精成小学校を設置[4]
- 1893年 - 江島尋常小学校に改称[4]
- 1895年 - 江島尋常小学校を廃止し、資生小学校、精成小学校を設置[4]
- 1903年 - 資生小学校、精成小学校を廃止し、茶屋町尋常小学校を設置[4]
- 1941年 - 国民学校令の施行により茶屋町国民学校と校名を変更
- 1947年 - 学校教育法の施行により茶屋町小学校と校名を変更
- 1972年 - 茶屋町が倉敷市に合併するに伴い，倉敷市立茶屋町小学校と改称
- 1987年 - 健康優良学校全国優秀校受賞
- 1989年 - 保健体育功績賞受賞
- 1993年 - 文部省より学校保健統計調査優秀校表彰
- 1995年 - 全日本健康推進学校中央表彰
- 2019年 - 茶屋町小学校・茶屋町東幼稚園複合施設完成。文部科学大臣優秀教職表彰受賞

## 通学区域
倉敷市立小学校および中学校通学区域に関する規則第2条により、当校に通学区域は以下の通り
- 倉敷市
  - 茶屋町，茶屋町早沖，帯高の一部

## 進学先中学校
- 倉敷市立東陽中学校

## 通学区域が隣接している学校
- 倉敷市立豊洲小学校
- 倉敷市立帯江小学校
- 倉敷市立天城小学校
- 岡山市立曽根小学校
- 岡山市立興除小学校
- 早島町立早島小学校